# Selsdammen
Selsdammen är en sjö i Skellefteå kommun i Västerbotten och ingår i Skellefteälvens huvudavrinningsområde. Sjön har en area på 1,21 kvadratkilometer och ligger 76,1 meter över havet. Sjön avvattnas av vattendraget Skellefteälven.

## Delavrinningsområde
Selsdammen ingår i det delavrinningsområde (719071-172796) som SMHI kallar för Utloppet av Selsdammen. Medelhöjden är 98 meter över havet och ytan är 7,8 kvadratkilometer. Räknas de 691 avrinningsområdena uppströms in blir den ackumulerade arean 11 090,51 kvadratkilometer. Avrinningsområdets utflöde Skellefteälven mynnar i havet. Avrinningsområdet består mestadels av skog (72 procent). Avrinningsområdet har 1,26 kvadratkilometer vattenytor vilket ger det en sjöprocent på 16,1 procent.